# The Marians
The Marians – polska grupa muzyczna z Mysłowic wykonująca rock alternatywny. Założona w 2008r. przez Szymona Poloka i Krzysztofa Chłopka. Do składu dołączyli bracia Tomek i Michał oraz Kolumbijczyk Carlos. Wcześniej grali setki koncertów, nie tylko w małych klubach, ale także na wielkich scenach - m.in. jako support Pearl Jam, oraz trasy koncertowe z takimi zespołami jak Hey, Coma czy KSU. Ich płyta Radioskun zawiera 11 utworów. 
Po wielu nieporozumieniach i bliżej nieznanych konfliktach The Marians opuścił jeden z braci - basista Mickey, którego zastąpił Beny - basista innych mysłowickich alternatywnych zespołów.
W przygotowaniu jest nowa płyta, która będzie drugą częścią trylogii, a której premiera przewidziana jest na jesień 2011.

## Dyskografia

### Albumy studyjne
Radioskun (2009)
Fightclub (2011)

### Single
System (2009)

### Teledyski
System (2009)